# Геркулес
Геркуле́с — давньоримський герой і бог. Походить від давньогрецького героя Геракла.

## У римлян

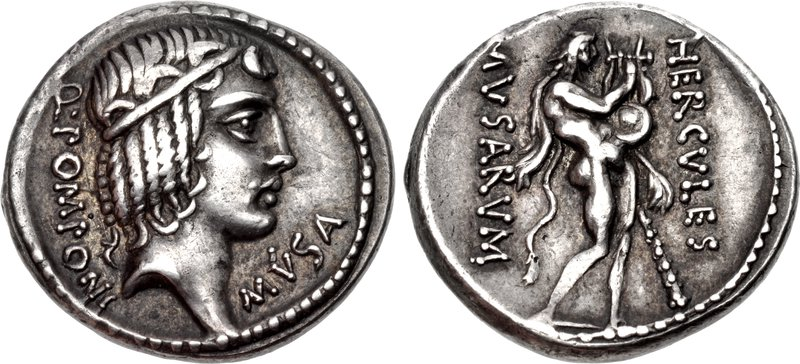
Статуя (праворуч) із храму Геркулеса на монеті 66 р. до н. е.

Римляни вподобали грецького Геракла та перенесли його культ на свій ґрунт. Імовірно, культ Геркулеса складався з елементів історії Геракла та місцевого героя, можливо, бога шлюбу, чоловіка Юнони чи богині землі Акки Ларенції.
Геркулес у римлян є богом аристократії, раби не допускалися до святилищ. Натомість у деяких місцевостях його почитали як сільського й народного бога. Також він був богом армії, через що зображувався поруч з Марсом. У низці місцевостей, зокрема в Херсонесі, його шанували римські легіонери.
Серед епітетів — Віктор (лат. Victor, переможець) та Інвіктус (лат. Invictus, непереможний).
Близько 187 року до н. е. у Римі на Марсовому полі збудували храм Геркулеса і муз, який прикрасили скульптурами героя і муз.

## У Середньовіччі
У середньовічному мистецтві зазвичай змішували давньогрецького Геракла та давньоримського Геркулеса. Зазвичай персонажа називали на римський манір Геркулесом.